# Торговцы смертью (фильм)
«Торговцы смертью», «Пока есть война, есть надежда» (итал. Finché c'è guerra c'è speranza) — итальянский фильм 1974 года. Соединяет элементы трагикомедии, политического боевика и социальной драмы. Режиссёр — Альберто Сорди, он же один из авторов сценария и исполнитель главной роли.

## Сюжет

### Комизм главного персонажа
Миланский коммивояжёр Пьетро Кьокка торговал водяными насосами. Но однажды случайно реализовал партию пулемётов, заработал вдвое больше и переключился на торговлю оружием. Он занимается сбытом стрелкового оружия в страны Африки. Покупателями выступают коррумпированные диктаторские режимы.
В деятельности Кьокки есть элемент мошенничества. Свой товар он выдаёт за современный и высококачественный, тогда как в действительности его оружие — устаревшее и ненадёжное, иногда поднятое с морского дна десятилетия спустя. Характерен диалог Кьокки с немецким наёмником (речь идёт об автоматах и пулемётах, которые фирма продаёт правительству одного из государств Франсафрики): «Вы должны знать это оружие. — Конечно. С таким мы проиграли в сорок пятом».
Сообщество торговцев оружием в коммерческом мире изолировано и презираемо как «торговцы смертью». Случайно встреченный коммивояжёр, занимающийся торговлей металлическим оборудованием гражданского назначения, не подаёт Кьокке руки: «Какой я тебе коллега?! Убирайся!» Но Кьокка — человек лёгкого добродушного характера. Он ни на кого не обижается, а о социальном смысле своей деятельности никогда не задумывается. Ему часто приходится совершать крайне аморальные поступки — обманывать престарелого африканского президента, подкупать негодяев-министров, расправляющихся со своим народом, «подставлять» конкурентов, наконец, предавать хозяина. Ко всему этому он относится с подкупающей наивностью — «как же иначе?» — и совершает словно походя. При этом как коммерсант он несомненно является профессионалом высокого уровня.
У Кьокки большая семья — жена, трое детей, свекровь, дядя. Всё, что он делает, имеет целью семейное благополучие, этим для него оправдана любая подлость. Но его искренняя любовь к близким, похоже, безответна: жена Сильвия предпочитает светские вечера вместо встречи с мужем, дети, ведущие жизнь молодёжной богемы, отца вообще игнорируют. Отношение к Пьетро сугубо потребительское, в нём видят только источник финансирования. Потребности при этом постоянно растут.
Сильвия желает сменить комфортабельную квартиру в Милане на роскошную загородную виллу. Таких денег у Пьетро нет. Назревает скандал. И тогда Пьетро совершает коммерческую аферу на аукционе, фактически обкрадывает владельца фирмы и переходит на работу в более крупную компанию на гораздо более высокие заработки. Теперь он сбывает уже не устаревшее стрелковое, а современное тяжёлое вооружение.

### Развитие действия в боевике
Покупателем боевых самолётов становится португальская администрация, ведущая колониальную войну в Африке (страна не названа, но по ряду признаков — Мозамбик или Гвинея-Бисау). Возникает торг, договориться с генералом Гутьеррешем о продажной цене цене оказывается трудно. Кьокка старается действовать обычными методами коммерческого подкупа, но попадает в более жёсткую ситуацию. Ему приходится участвовать в боевом вылете, самолёт бомбит джунгли. Кьокку ужасает жестокость португальского пилота Рабаля, который для проверки оружия сбрасывает бомбы на людей. Кьокка даже дарит Рабалю золотую вещь, чтобы прекратить эксперимент и не участвовать в убийстве. Всё это наносит ему серьёзный психологический удар, вынуждает впервые задуматься.
С Кьоккой выходит на контакт журналист Corriere della Sera Зини. Он придерживается левых политических взглядов, симпатизирует антиколониальному повстанческому движению. Он предлагает Кьокке продать оружие повстанцам. Кьокка безразличен к характеру войны и к обеим её сторонам, но заинтересован коммерческим предложением. Вместе с Зини он отправляется в повстанческий лагерь. По дороге у них завязывается разговор, в котором ещё раз обнажается цинизм «торговца смертью».
Кьокка и Зини стараются соблюдать конспирацию, но это не удаётся. Приставленная для слежки проститутка Дада устанавливает аппаратуру и тут же информирует об отъезде клиента. Маршрут и конечная цель становятся известны генералу Гутьеррешу.
Зини доставляет Кьокку в партизанский отряд и уезжает. Кьокка предлагает Зини комиссионные, но журналист презрительно отказывается.
Короткое пребывание Кьокки у африканских повстанцев — важная часть фильма. Беспринципный коммерсант, озабоченный исключительно денежной выгодой, сталкивается с людьми совершенно других жизненных ценностей («Переезжай в Италию, будешь работать у меня горничной за большие деньги. — Нет, я нужна здесь»). Кьокка видит тяжелораненого партизана («Самолёт во время тренировочного полёта сбросил бомбы. Один из тех самолётов, что купил генерал Гутьерреш»). Он ощущает смутную симпатию, непонятную ему самому, и недовольство собой.
Повстанческий командир, он же врач, сделав операцию раненому, приглашает Кьокку на разговор. Кьокка думает, будто политические темы, поднятые собеседником, направлены на сбивание цены. Однако разговор не затягивается — португальская авиация начинает бомбардировку. Впервые Кьокка своими глазами видит огонь, кровь и смерть.

### Психологическая драма финала
Подавленный Пьетро возвращается домой, на виллу. Соседи его демонстративно чураются, семья не встречает. Все собрались в холле. Сильвия молча указывает на номер Corriere della Sera со статьёй «Кобра среди своих жертв. Встреча с торговцем смертью». Выясняется, что жену и детей Кьокки жёстко бойкотируют. Домашние во всём обвиняют Пьетро, только его дядя берёт сторону племянника: «Расплакались в роскошной вилле!.. Да об этой газете забудут через неделю!»
Жена, дети, свекровь ультимативно требуют от Кьокки сменить работу, прекратить торговлю смертью. Именно эта сцена — кульминация фильма. Игра Альберто Сорди производит сильное впечатление: его персонаж на глазах превращается из комического в трагический. Меняется манера речи, выражение лица обретает черты драматизма. Пьетро Кьокка сам обличает своих обличителей: «Хорошо, я буду снова продавать водяные насосы. Товар мирный и полезный обществу. Но запомните: жизни к которой вы привыкли, у вас больше не будет. Виллы, бриллианты, прочее дерьмо стоит дорого». В конце он говорит: если хотите, чтобы я снова продавал насосы, не будите меня. Если хотите жить, как прежде — разбудите в половину четвёртого.
В спальню заходит служанка и будит Пьетро. «Сколько времени? — Четверть четвёртого». Кьокка видит Сильвию в привычном окружении, веселящихся с приятелями детей… Последний кадр: самолёт вылетает в Африку.

## В ролях
- Альберто Сорди — Пьетро Кьокка, коммивояжёр, торговец оружием.
- Сильвия Монти — Сильвия, жена Кьокки.
- Мауро Фирмани — Дики, старший сын Кьокки.
- Фернандо Давидди — Джованноне, младший сын Кьокки.
- Элиана ди Сантис — Глада, дочь Кьокки.
- Алессандро Кутоло — дядя Кьокки.
- Матильда Коста Джиуффрида — свекровь Кьокки.
- Серджио Пуппо — Балтазар, испанский коммивояжёр, конкурент Кьокки.
- Сами Бахари — Зини, левый журналист.
- Эдоардо Файета — генерал Гутьерреш, командующий португальскими войсками.
- Жак Моро — Фриц, немецкий наёмный инструктор.
- Жан Луи Франсуа Магнани — Гельмут, немецкий наёмный инструктор.
- Рой Басье — Рабаль, португальский военный лётчик.

## Показ в СССР
В СССР фильм демонстрировался во второй половины 1970-х годов под названием «Торговцы смертью». Левоориентированная концепция Сорди была подана в ещё более идеологизированном варианте:

Оригинальное итальянское название отличалось язвительной иронией, более соответствующей жанру фильма Альберто Сорди, который выступил как соавтор сценария, режиссёр и исполнитель главной роли, а вот советский прокатный вариант «Торговцы смертью» точно клеймил позором, обобщая трагикомическую ситуацию в открыто политическом плане.

Критика отмечала чрезмерное морализаторство картины, а также отсутствие у Альберто Сорди партнёра адекватного уровня.